# Kai Eckhardt
Kai Eckhardt es un bajista alemán, de origen liberiano conocido especialmente por su asociación con los músicos de jazz-fusion John McLaughlin y Billy Cobham y por formar parte del cuarteto de fusión étnica Garaj Mahal.

## Vida y Trayectoria
De madre alemana y padre liberiano, Kai Eckhardt pasó su primera infancia en Bingen, Alemania, hasta que, con seis años se trasladó con su padre a Monrovia, la capital de Liberia para regresar nuevamente a Alemania tres años después. En 1983 ingresa en la prestigiosa academia Berkley de Boston, donde se gradúa con honores cuatro años más tarde, iniciando de este modo su actividad como profesional.
Su participación en el trío de John McLaughlin en 1989, junto al percusionista Trilok Gurtu, una colaboración que quedó registrada en el disco "Live at the Royal Festival Hall" no sólo supuso su primer trabajo de gran envergadura, sino que le otorgó una enorme proyección. Tras la colaboración con McLaughlin siguieron una serie de trabajos con diversos artistas de la Costa Oeste, como Bob Moses, Tiger Baku, Randy Brecker, Stanley Clarke, Vital Information, Billy Cobham o el extraordinario grupo de World Music Curandero, cuyo disco de debut incluye buenas muestras del trabajo de Eckhardt como solista. Desde mediados de la década de 1990, Eckhardt orienta su actividad más hacia el mundo de la composición, editando en el año 2000 su primer y hasta el momento único trabajo en solitario, bajo el título Honour Simplicity, Respect the Flow.
Además de su trabajo como intérprete, Kai Eckhardt ha venido desarrollando una larga actividad como docente; actualmente imparte lecciones en distintas instituciones, incluyendo el Jazz School Institute de Berkeley, la Berklee School of Music de Boston, el Bass Collective de Nueva York, el BIT de Hollywood, el Conservatorio Anton Bruckner de Austria, el Indian Institute of Technology de Chennai, el Conservatorio de Amsterland, en Holanda o el Nature Camp de Victor Wooten.
Con independencia de sus actividades musicales, Kai Eckhardt es conocido por llevar a cabo frecuentes tareas de activismo social y defensa del medioambiente. Actualmente reside en Berkeley, California, con su mujer y sus dos hijos.

## Valoración y técnica
Kai Eckhardt es un virtuoso de su instrumento, tanto en su vertiente fretless como en su versión con trastes. Su irrupción en la escena al lado del virtuoso guitarrista John McLaughlin supuso un soplo de aire fresco en la escena bajística de finales de la década de los '80. Junto al percusionista Trilok Gurtu, Eckhardt desarrolló en ese grupo una original concepción rítmica que resultaba una base perfecta para la compleja y virtuosística música del guitarrista. Su excepcional lirismo con el fretless quedaba ya perfectamente recogido en la versión del estándar Blue in Green del primer disco del trío.
La increíble habilidad técnica del bajista, y su capacidad como solista queda balanceada por las equilibradas composiciones de Eckhardt, su potente sentido del groove, la fluidez y el lirismo de su fraseo y la enorme variedad de sus influencias, que van desde la música hindú hasta las distintas músicas norteafricanas, pasando por supuesto por un vasto conocimiento del lenguaje del jazz moderno y de la fusion music.

## Colaboraciones y Proyectos
Entre los músicos para los que ha trabajado Kai Eckhardt cabe destacar a Trilok Gurtu, Stanley Clarke, Wayne Shorter, Patrice Rushen, Dewey Redman, Donald Byrd, Béla Fleck, Victor Wooten, Robert Walter, Karl Denson, Michael Franti, Larry Coryell, Warren Hill, Al Di Meola, Zakir Hussain, Vital Information, John Scofield o Bill Frisell.
Actualmente el bajista participa en los siguientes proyectos:
- La banda de Fusión Garaj Mahal, con Fareed Haque, Eric Levy, Sean Rickman y Alan Hertz
- Kbrandow.
- Indian Jazz Band Summit, con George Brooks y Zakir Hussain.
- La banda de funk RAD con Ann Dimalanta.
- Un trío europeo de fusión, con Alex Machacek y Marco Minneman.
- El cantante turco Sertab Erener

## Discografía

### Como solista
- Honour Simplicity, Respect the Flow (2000)

### Con Garaj Mahal
- Woot (2008)
- Blueberry Cave (2005)
- Mondo Garaj (2003)
- Live Vol. 3 (2003)
- Live Vol. 2 (2003)
- Live Vol. 1 (2003)

### Con otros artistas
- Alphonse Mouzon, The sky is the limit, 1986.
- Torsten de Winkel, Mastertouch, 1986.
- Steve Smith’s Vital Information, Fiafiaga, 1988.
- Mike Gibbs, Big Music, 1988.
- Bass Talk '1,2 & 3, 1989-1993.
- Tom Coster, From me to you, 1990.
- John Mc Laughlin Trio, Live at the Royal Festival Hall, 1990.
- John Mc Laughlin Trio, Que Alegría, 1992.
- Warren Hill, Devotion, 1993.
- Clarence Clemmons, Peacemaker, 1995.
- Paul Hanson, Astro Boy Blues, 1995.
- Aziza Mustafa Zadeh with Al di Meola, Dance of Fire, 1995.
- Richard S. & the Vibe Tribe, Cool Shoes, 1995.
- Spencer Brewer and Paul Mc Candless, Torches on the lake, 1996.
- Dudu Tucci, Native Dreamer, 1996.
- Maria Joao, Fabula, 1996.
- Curandero (feat. Bela Fleck), Aras, 1996.
- Trilok Gurtu, Kathak, 1998.
- Sovoso, Truth and other tales, 1998.
- Vibe Tribe, foreign affairs, 1999.
- Gregory James and Kai Eckhardt, The Search, 2000.
- Gregory James, Reincarnation, 2001.
- Anyu with Bob Moses, Anyu, 1998.
- Billy Cobham, Missisisppi knights, 1998.
- Trilok Gurtu, African Fantasy, 2000.
- Kit Walker, Freehouse, 2000.
- Larry Coryell and Steve Marcus, Count's Jamband, 2000.
- George Brooks/Zakir Hussain, Summit, 2002.
- James Robinson, Colours, 2003.
- Jason McGuire, Distancias, 2002.
- Zigaboo Modeliste, I'm in the right track, 2004.
- A Tribute to Weather Report, Mysterious Voyages, 2004.
- Mahavishnu Tribute, Visions of an inner mounting Apocalypse, 2005.
- Bill Douglass, Sky, 2005